# Andy Van Slyke
Andrew James Van Slyke (ur. 21 grudnia 1960) – amerykański baseballista, który występował na pozycji środkowozapolowego, ojciec Scotta Van Slyke'a.
Po ukończeniu szkoły średniej w 1979 roku, został wybrany w pierwszej rundzie draftu z numerem szóstym przez St. Louis Cardinals i początkowo grał w klubach farmerskich tego zespołu, między innymi w Louisville Bats, reprezentującym poziom Triple-A. W Major League Baseball zadebiutował 17 czerwca 1983 w meczu przeciwko Chicago Cubs, w którym zaliczył RBI double i zdobył runa. 21 września 1986 w meczu z Montreal Expos zdobył inside-the-park home runa.
W kwietniu 1987 w ramach wymiany zawodników przeszedł do Pittsburgh Pirates. W sezonie 1988 po raz pierwszy wystąpił w Meczu Gwiazd, zaliczył najwięcej triple'i w MLB (13), asyst na pozycji środkowozapolowego (12), po raz pierwszy otrzymał Złotą Rękawicę i Silver Slugger Award. Grał jeszcze w Baltimore Orioles i Philadelphia Phillies.
W późniejszym okresie był między innymi trenerem pierwszej bazy w Detroit Tigers (2006–2009). Od 2013 do 2015 pełnił tę funkcję w Seattle Mariners.
| Nagroda/wyróżnienie     | Lata                         | Źródło |
| 3× All-Star             | 1988, 1992, 1993             | [ 1 ]  |
| 5× Gold Glove Award     | 1988, 1989, 1990, 1991, 1992 | [ 1 ]  |
| 2× Silver Slugger Award | 1988, 1992                   | [ 1 ]  |